# Wik-keyangan
Wik-keyangan är ett utdött australiskt språk. Wik-keyangan talades i Queensland. Wik-keyangan tillhörde de pama-nyunganska språken.